# William Henry Fry
William Henry Fry (ur. 10 sierpnia 1813 w Filadelfii, w 21 grudnia 1864 Santa Cruz) – amerykański kompozytor i krytyk muzyczny.

## Życiorys
Był synem wydawcy „National Gazette”, odbył gruntowne studia literackie i pierwotnie planował poświęcić się dziennikarstwu. Uczył się prywatnie gry na fortepianie i kompozycji. W 1839 roku podjął pracę w firmie ojca. W latach 1846–1852 jako korespondent „New York Tribune” przebywał w Europie, poznając wówczas m.in. Hectora Berlioza. W sezonie 1852/1853 zorganizował w nowojorskiej Metropolitan Opera publiczne abonamentowe prelekcje na temat muzyki, połączone z prezentacją utworów. Pod koniec życia zapadł na zdrowiu i wyjechał na Wyspy Dziewicze, gdzie zmarł na gruźlicę.

## Twórczość
Dążył do stworzenia narodowego stylu w muzyce amerykańskiej. Był autorem uważanej za pierwszą amerykańską grand opéra opery Leonora (wyst. Filadelfia 1845), z librettem na podstawie powieści Edwarda Bulwera-Lyttona The Lady of Lyons, opartej na wzorcach włoskich. Napisał też opartą na powieści Victora Hugo operę Notre Dame de Paris (wyst. Filadelfia 1864). Ponadto skomponował kilka symfonii, w tym The Breaking Heart (1852, niezachowana), Santa Claus (Christmas Symphony) (1853), A Day in the Country (ok. 1853, niezachowana) i Childe Harold (1854, niezachowana) oraz poemat symfoniczny Niagara (1854).